# Cophixalus monticola
Espèce
Statut de conservation UICN

 EN B1ab(v)+2ab(v) : En danger
Cophixalus monticola est une espèce d'amphibiens de la famille des Microhylidae.

## Répartition
Cette espèce est endémique du Nord-Est du Queensland en Australie. Son aire de répartition concerne une zone de taille réduite au nord-ouest de Cairns. Elle est présente aux altitudes supérieures à 1 100 m,.

## Publication originale
- Richards, Dennis, Trenerry & Werren, 1994 : A new species of Cophixalus (Anura: Microhylidae) from northern Queensland. Memoirs of the Queensland Museum, vol. 37, no 1, p. 307-310.